# Ulica Samuela Bogumiła Lindego w Krakowie
Ulica Samuela Bogumiła Lindego – ulica położona na zachodzie Krakowa, w dzielnicy VI Bronowice, w południowej części Bronowic Małych, łącząca ulice Na Błonie i Balicką. Upamiętnia Samuela Lindego – polskiego leksykografa, językoznawcę i tłumacza.
Początkowo prowadzi odcinkiem równoleżnikowym około 650 metrów na zachód od ul. Na Błonie, a następnie skręca w prawo pod kątem prostym i odcinkiem południkowym prowadzi 150 metrów na północ do ul. Balickiej. Od wspomnianego zakrętu biegnie również odnoga ul. Lindego na południe, po 270 metrach przechodząc w wąską drogę gruntową, dochodzącą do ul. Zygmunta Starego.

## Historia
Ulica Lindego częściowo prowadzi po śladzie dawnej ul. Strzeleckiej w Bronowicach Małych. Zachowały się niektóre budynki mieszkalne wybudowane przy dawnej drodze (obecnie ul. Lindego 6-10, ul. Balicka 98).
Przed II wojną światową na większości terenów wokół tej ulicy znajdowały się pola uprawne i łąki (Błonia Bronowickie) oraz pastwiska (Skotnica). Miejsce, gdzie ul. Lindego dochodzi do ul. Balickiej, nosiło nazwę Kasztanki, z kolei obszar w pobliżu ul. Zygmunta Starego to były Piaski.

## Zabudowa

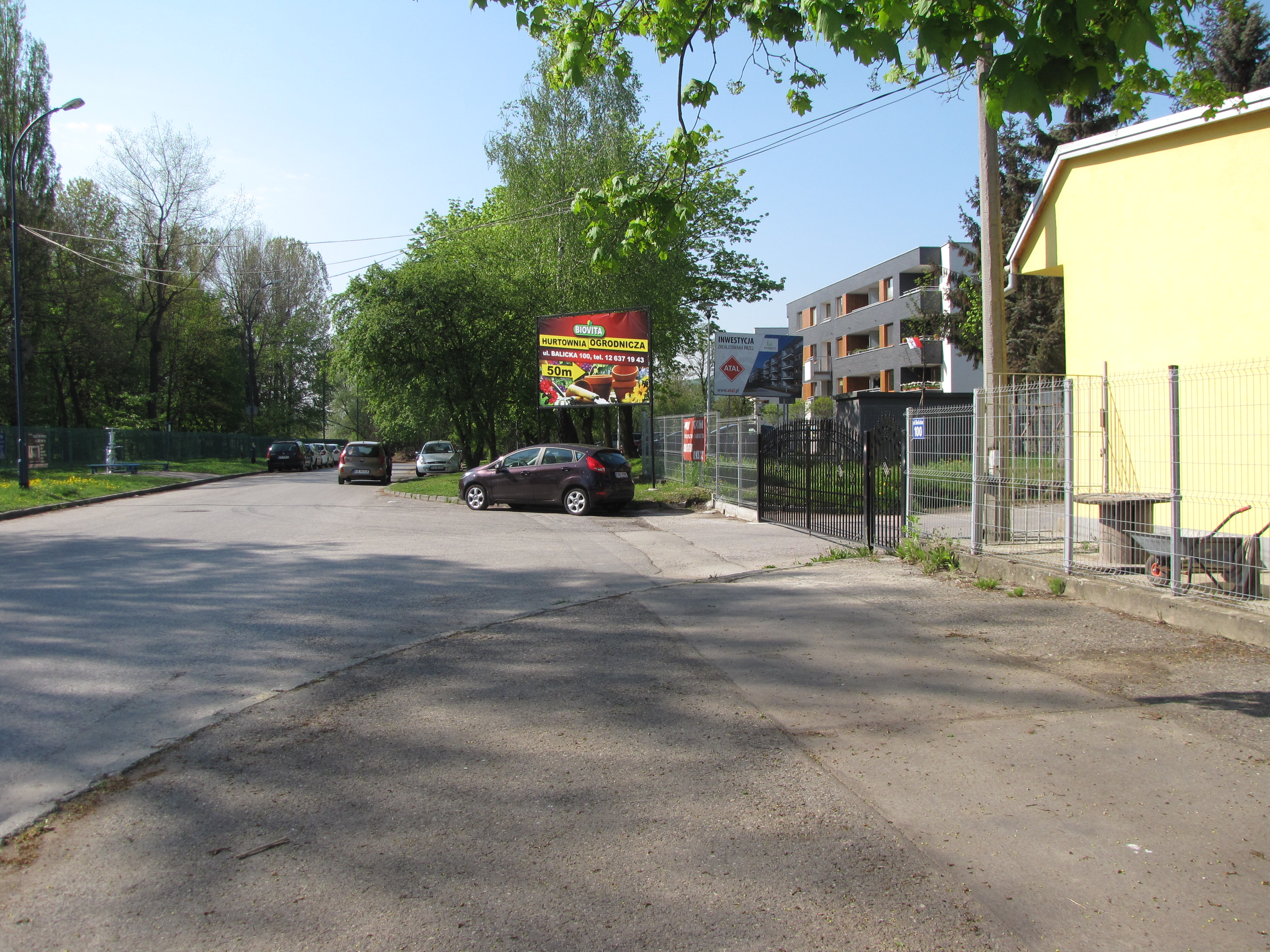
Południowa odnoga ulicy: po lewej ujęcie wody pitnej, po prawej osiedle Lindego Park

Przy ulicy Lindego znajdują się głównie tereny przemysłowe (m.in. Centralne Laboratorium Miejskiego Przedsiębiorstwa Wodociągów i Kanalizacji SA w Krakowie, Krakowska Spółdzielnia Mleczarska) i handlowe (budynek handlowo-biurowy Lindego Concept, Centrum Giełdowo-Handlowe Balicka, Mleczarska Spółdzielnia Pracy Widok), nieliczne domy prywatne, hotel studencki (dawny budynek OHP) oraz osiedle mieszkaniowe Lindego Park Bronowice wybudowane w roku 2013.
Przy końcu południowej odnogi ulicy, naprzeciw osiedla Lindego Park, znajduje się ogólnodostępne ujęcie wody pitnej.